# Aedanus Burke

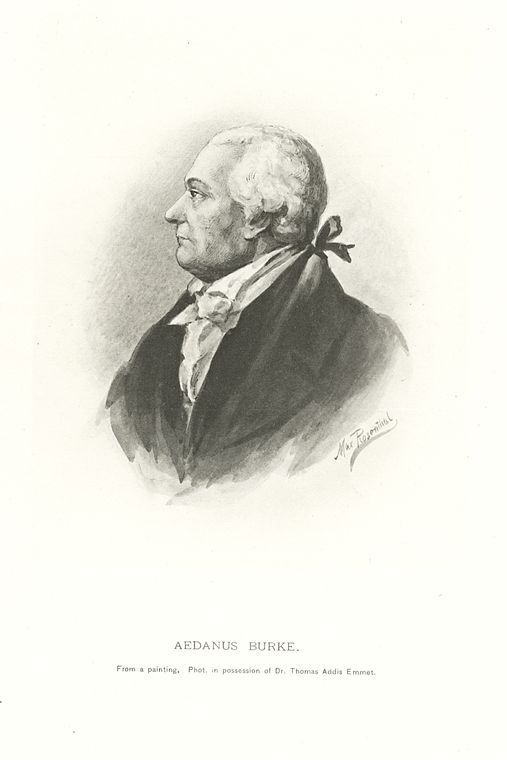
Aedanus Burke

Aedanus Burke (* 16. Juni 1743 in Galway, Irland; † 30. März 1802 in Charleston, South Carolina) war ein US-amerikanischer Politiker. Zwischen 1789 und 1791 vertrat er den Bundesstaat South Carolina im US-Repräsentantenhaus.

## Werdegang
Aedanus Burke besuchte ein theologisches Seminar in Saint-Omer (Frankreich). Danach bereiste er die Westindischen Inseln, ehe er sich in Charleston (South Carolina) niederließ. Beim Ausbruch der amerikanischen Revolution schloss sich Burke dieser Bewegung an. Er diente bis 1778 in der Miliz von South Carolina und war danach bis zur Besetzung des Staates durch die Briten als Richter tätig. Zwischen 1779 und 1788 war Burke Abgeordneter im Repräsentantenhaus von South Carolina. Zwischen 1780 und 1782 diente er nochmals in den amerikanischen Revolutionsstreitkräften. Anschließend arbeitete er wieder als Richter.
Im Jahr 1785 war Burke einer von drei Beauftragten, die die Staatsgesetze von South Carolina überarbeiteten. 1788 war er Delegierter auf der Versammlung, die die Verfassung der Vereinigten Staaten ratifizierte. Burke selbst war mit dieser Verfassung nicht einverstanden und stimmte erfolglos gegen die Ratifizierung. Politisch gehörte er zur Anti-Administration-Fraktion, die in Opposition zur ersten Bundesregierung unter Präsident George Washington stand.
Bei den Wahlen zum ersten Kongress wurde er im zweiten Wahlbezirk von South Carolina in das US-Repräsentantenhaus gewählt. Dort trat er am 4. März 1789 sein neues Mandat an. Im Jahr 1790 verzichtete er zu Gunsten seines Richteramtes in South Carolina auf eine erneute Kandidatur. Damit konnte er bis zum 3. März 1791 nur eine Legislaturperiode im Kongress absolvieren. Im Jahr 1799 wurde Burke zum Kanzler des Court of Equity ernannt. Dieses Amt bekleidete er bis zu seinem Tod am 30. März 1802.